# Karel Novák (poslanec Moravského zemského sněmu)
Karel Novák (11. září 1856 Sudoměř – 31. ledna 1936 Praha) byl rakouský politik české národnosti z Moravy, poslanec Moravského zemského sněmu.

## Biografie
Narodil se na Mladoboleslavsku. Vystudoval reálku a obchodní školu. Od roku 1876 pracoval v bance Slavie, a to na postech úředníka, účetního a pokladního. Podílel se zakládání několika firem. V roce 1895 se zasadil o zřízení Prvního českého c. k. privatizačního ústavu k vzájemnému pojištění proti škodám z ohně a krupobití v Praze. Od roku 1896 zasedal v berní komisi pro osobní daň z příjmů pro město Brno. Po jistou dobu byl činný i jako podnikatel v železářství v Mladé Boleslavi. Byl ředitelem pojišťovny Praha v Brně, ředitelem generálního zastupitelství této banky a také ředitelem hlavní filiálky moravských zemských pojišťoven v Praze.
Angažoval se veřejně i politicky. Byl dlouholetým náčelníkem brněnského Sokola. Působil i jako pokladník ústředního výboru Národní jednoty pro jihozápadní Moravu, předseda dozorčí rady Obchodní Zádruhy, pokladník Českého čtenářského spolku, správní rada továrny na celulózu v Turčianském Svätém Martinu a jednatel Spolku pro zřízení a vydržování české obchodní akademie. Byl členem výboru Družstva Národního divadla v Brně a výboru Českého pivovaru v Brně. Patřil mezi spoluzakladatele veřejné čítárny v Brně, České průmyslové banky. Angažoval se v Ústřední Matici školské jako důvěrník a sběratel a zastával post pokladníka a později (od roku 1899) i předsedy brněnské pobočky Ústřední Matice školské. Získal čestné občanství v Hranicích, Mariánských Horách a Králově Poli.
Zapojil se i do vysoké politiky. V zemských volbách roku 1902 byl zvolen na Moravský zemský sněm, kde zastupoval kurii městskou, obvod Krumlov, Ivančice, M. Budějovice atd. Mandát obhájil v zemských volbách roku 1906 za kurii městskou, český obvod Hodonín, Ivančice, Mikulov, Znojmo atd. Zasedal v klubu poslanců Lidové strany na Moravě (moravské křídlo mladočeské strany). Byl jednatelem širšího výkonného výboru strany a místopředsedou jejího volebního výboru. Patřil do politického proudu okolo Adolfa Stránského. Později se spolu se Stránským uvádí jako člen poslaneckého klubu Lidové strany pokrokové na Moravě, která vznikla roku 1909 sloučením lidové a pokrokové strany.
Na sněmu byl v prosinci 1902 zvolen za člena odboru pro pojišťování a rozšíření zemědělské banky. V září 1904 a září 1905 byl zvolen do tohoto odboru znovu. Po nových zemských volbách usedl v prosinci 1906 do finančního výboru a od února 1907 do pojišťovacího výboru. Do těchto dvou výborů byl opětovně zvolen v září 1907 a září 1910. Od roku 1911 byl členem finančního, školského a pojišťovacího odboru.
Zemřel v lednu 1936.